# Dramelay
Dramelay település Franciaországban, Jura megyében. Lakosainak száma 27 fő (2022. január 1.). Dramelay Arinthod, La Boissière, Montlainsia, Valzin en Petite Montagne és Vosbles-Valfin községekkel határos.

## Népesség
A település népességének változása:
| Lakosok száma | 45   | 43   | 44   | 30   | 33   | 29   | 29   | 29   | 29   | 27   |
|               | 1968 | 1982 | 1990 | 2006 | 2013 | 2015 | 2017 | 2019 | 2020 | 2022 |